# Západni (Bratski, Tijoretsk, Krasnodar)
Západni (en ruso: Западный) es un jútor del raión de Tijoretsk del krai de Krasnodar, en Rusia. Está situado 16 km al noroeste de Tijoretsk y 135 km al nordeste de Krasnodar, la capital del krai. No tenía población constante en 2010
Pertenece al municipio Brátskoye.

## Transporte
Al oeste de la localidad pasa la carretera federal M29 Cáucaso.